# Lacus Solitudinis

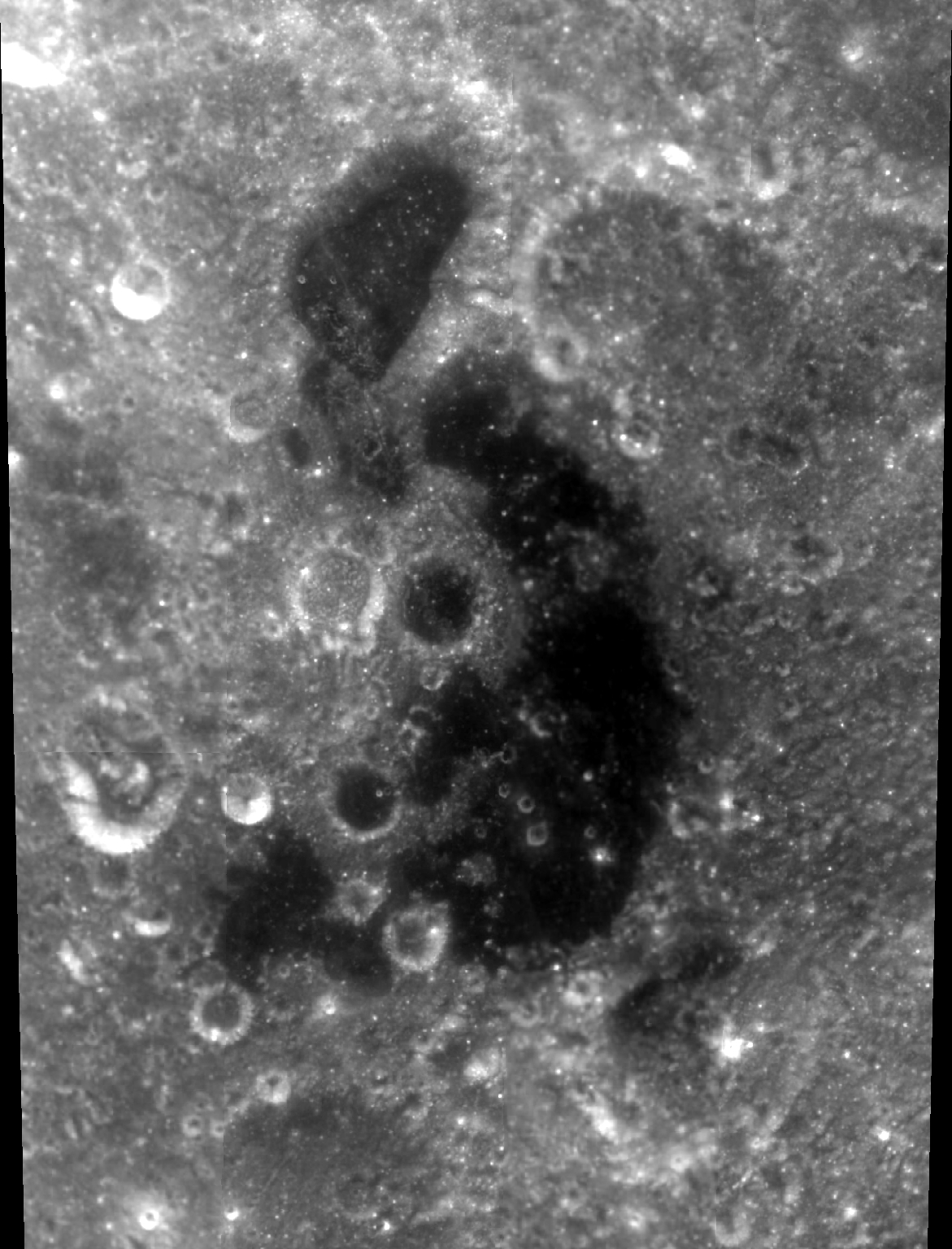
Lacus Solitudinis

Lacus Solitudinis (le lac de la solitude en latin) est un petit lac lunaire sur la face cachée de la Lune. Le nom a été décidé par l'Union astronomique internationale en 1976. Ses coordonnées sélénographiques sont −27,8, 104,3 pour un diamètre de 139 km. Elle forme un arc dont le côté concave est orienté vers le nord-ouest. Le bord oriental est relativement continu tandis que l'ouest est plus irrégulier et dentelé par de petits cratères.
Au nord-ouest de l'extrémité nord se trouve le petit cratère Bowditch, une formation inondée de lave même s'il n'apparaît pas directement relié au Lacus Solitudinis. À l'extrémité ouest de la mare se trouve le cratère érodé de Titius (en). Au sud de cette formation on trouve Parkhurst Y, avec Parkhurst (en) lui-même à quelque distance au sud-est.